# Venice (Los Angeles)

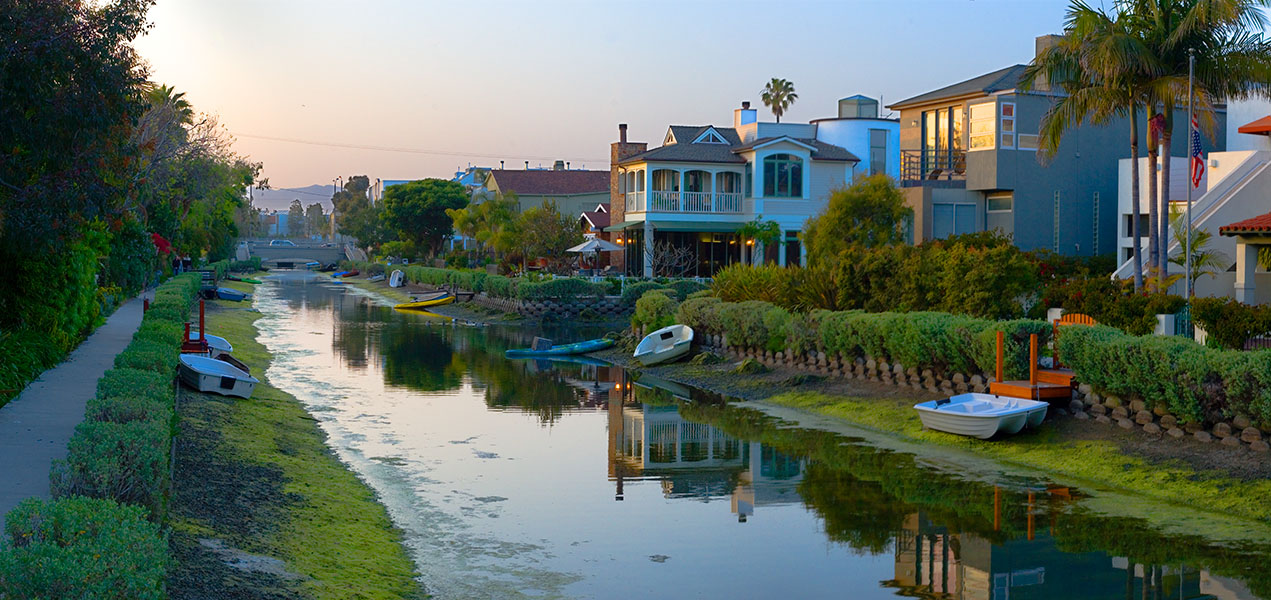
Kanały w Venice

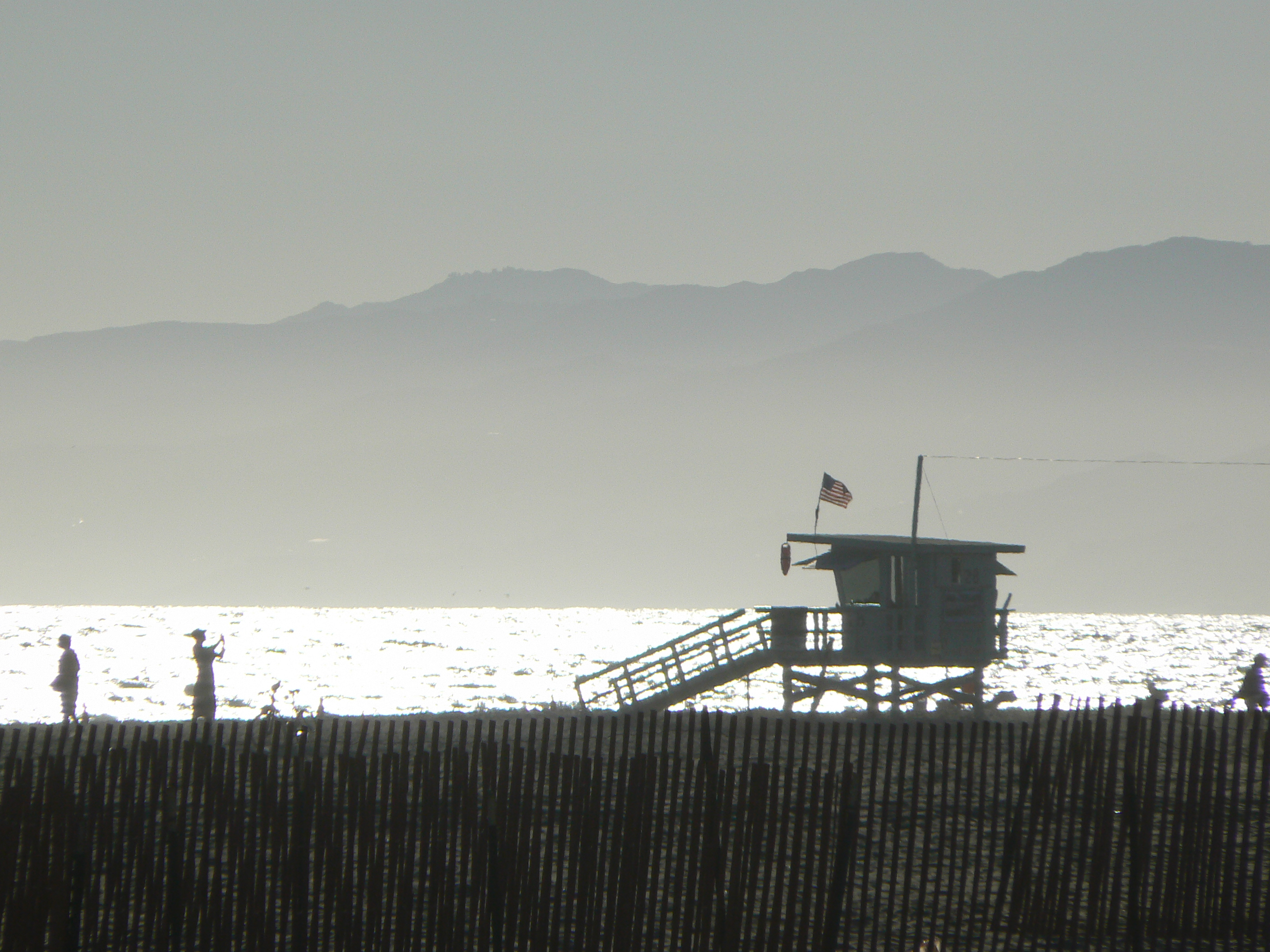
Plaża w Santa Monica widziana z Venice

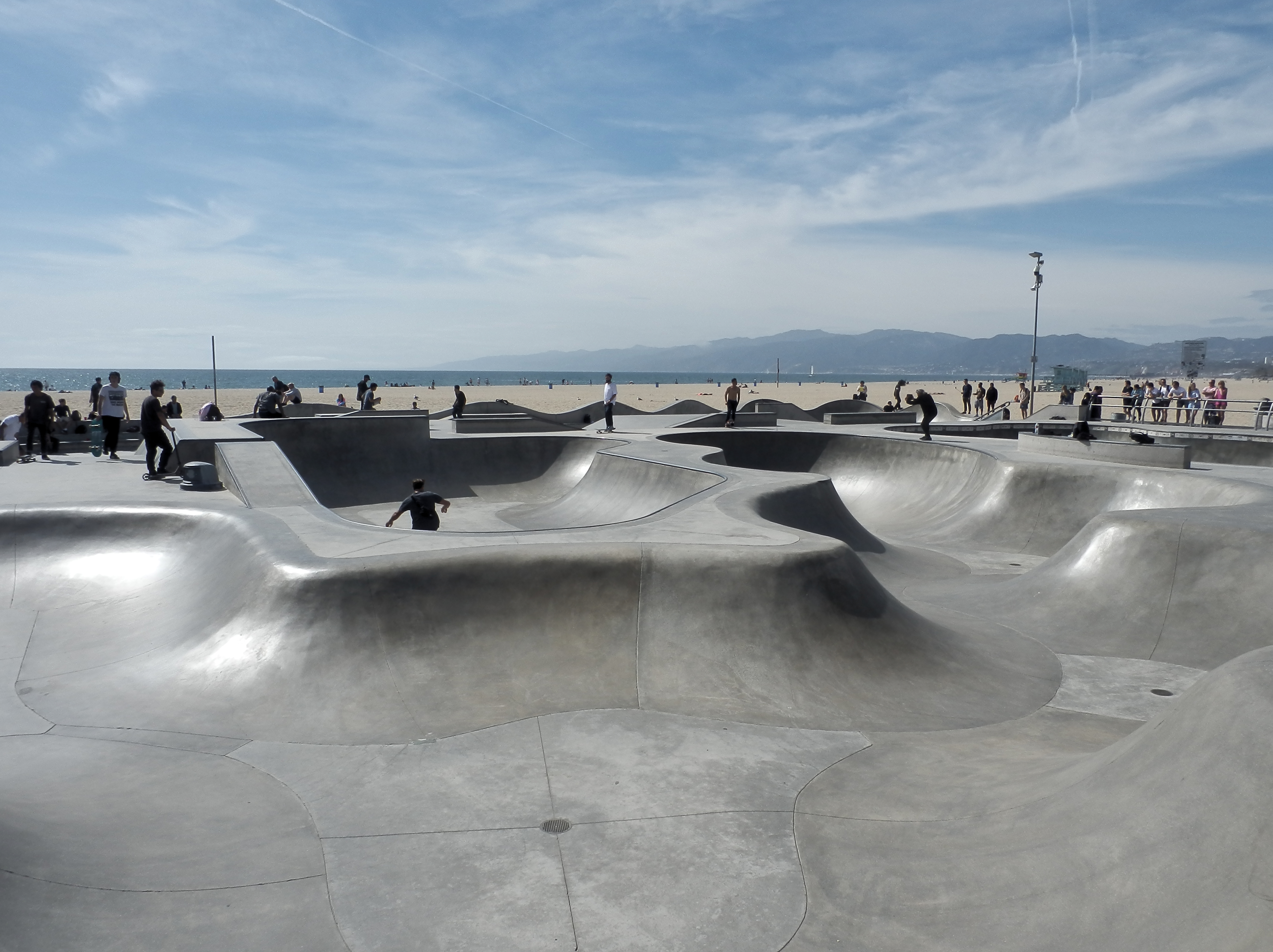
Venice Skatepark

Venice − dzielnica znajdująca się w regionie Westside należącym do miasta Los Angeles. Znane jest ze swoich kanałów wodnych, plaż i Ocean Front Walk, dwuipółmilowej, wyłącznie pieszej promenady, której nieodłączną część stanowią różni artyści, jak na przykład muzycy czy malarze, oraz sprzedawcy pamiątek. Podczas letnich miesięcy deptak jest aktywnie wykorzystywany, ale tradycja ta przeniosła się również na zimowe weekendy. Jest on ważną atrakcją turystyczną w Południowej Kalifornii i zachowuje swą popularność dzięki temu, że jest atrakcyjnym miejscem na spacery lub jazdę na rowerze. Był stałym miejscem dla powojennych poetów z Los Angeles oraz innych artystów i służył jako ważne centrum kulturalne miasta.
Graniczy z Oceanem Spokojnym na południowym zachodzie, z Marina del Rey na południowym wschodzie, z Culver City na wschodzie, z sąsiadującym z Los Angeles Mar Vista na północnym wschodzie i z miastem Santa Monica na północy.

## Historia
Zostało założone przez potentata z branży tytoniowej, Abbota Kinneya w 1905 jako kurort plażowy, 14 mil na zachód od Los Angeles. On i jego wspólnik Francis Ryan zakupili dwie mile ziemi nad oceanem na południe od Santa Monica w 1891. Wybudowali miejscowość wypoczynkową na północy oraz posesję zwaną Ocean Park, w późniejszym okresie przemianowaną właśnie na Santa Monica. Po śmierci Ryana, Kinney i jego nowi wspólnicy kontynuowali budowę na wspomnianych wykupionych wcześniej terenach. Po rozpadnięciu się współpracy w 1904, Kinney na bagnistych terenach na zachód od swojej posesji, zamierzał wybudować kurort nadmorski, podobny do swojego imiennika we Włoszech.
Zostało oficjalnie otwarte, 4 lipca 1905 roku, Kinney wykopał wiele mil kanałów w celu odwodnienia terenów bagiennych leżących na jego terenach, wybudował 370-metrowe molo, restaurację na statku oraz salę taneczną, skonstruował brodzik z morską wodą i wybudował ulicę biznesową w stylu architektury weneckiej. Turyści, zwykle przyjeżdżali kolejką elektryczną Pacific Eletric Railway z Los Angeles i Santa Monica, a następnie wybierali się miniaturowymi kolejkami i gondolami na wycieczkę po mieście. Ale największą atrakcją Venice była jej milowa, zwężająca się plaża. Domki oraz pola namiotowe były dostępne do wynajęcia.
Popularność miasta wzrastała. Przyłączyło się ono do okolicznych ośrodków mieszkaniowych i zmieniło swoją oficjalną nazwę z Ocean Park na Venice w 1911. Liczba ludności (3119 mieszkańców w 1910) wkrótce przekroczyła 10 000. Miasto przyjmowało natomiast od 50 000 do 150 000 turystów w weekendy.
Atrakcje na Molu Kinneya zostały jeszcze bardziej pokierowane na rozrywkę do 1910 roku, gdy Kolejka Widokowa Venice, Akwarium, Kołowrotek Virginia, Derby Wyścigowe oraz inne miejsca, takie jak budki z grami, zostały przyłączone. Podczas, gdy okolice biznesowe zostały przydzielone zaledwie trzem jednoblokowym ulicom, a Ratusz Miejski był oddalony o milę, inne, konkurencyjne okręgi biznesowe zostały rozbudowane. Spowodowało to kłótliwą atmosferę polityczną. Kinney, mimo wszystko, rządził twardą ręką i pozostawił wyżej wspomniane miejsca wedle pierwotnych planów. Gdy zmarł w listopadzie 1920 roku, Venice stało się cięższe do rządzenia. Molo zostało spalone sześć miesięcy później, w grudniu 1920, a prohibicja (nałożona poprzedniego stycznia) była wielokrotnie naruszana, co wpędzało miasto w kłopoty finansowe.
Rodzina Kinneya szybko odbudowała swoje molo, by mogło być alternatywą dla mola Ocean Park Pickering Pier i nowego Sunset Pier. Gdy zostało ono otwarte, miało dwie kolejki górskie (roller-coastery), nowe Derby Wyścigowe, Arkę Noego, zjeżdżalnie i wiele innych atrakcji. W 1925, wraz z przyłączeniem trzech nowych, wysokiego Smoczego Zjazdu, Domu Zabaw i Latającego Cyrku, stało się ono najlepszym rozrywkowym molem na Zachodnim Wybrzeżu. Wiele setek tysięcy turystów odwiedzało je w weekendy. W 1923 Charles Lick wybudował molo Lick Pier na ulicy Navy Street w Venice, przyłączone do Ocean Park Pier na Pier Avenue w Ocean Park. Zaplanowano wybudowanie jeszcze jednego mola w Venice w 1925 na ulicy Leona Street (dziś Washington Street).
Ku publicznej uciesze, Kinney wynajął lotników do wykonywania powietrznych akrobacji nad plażą. Jeden z nich, lotnik filmowy oraz właściciel lotniska w Venice, B. H. DeLay urzeczywistnili pierwsze oświetlane lotnisko w Stanach Zjednoczonych na DeLay Field (poprzednio znanym jako Ince Field). Zapoczątkował on również pierwszą policję powietrzną w kraju po tym, jak próba zainicjowania ratownictwa wodnego skończyła się niepowodzeniem. DeLay ponadto wykonał wiele innowatorskich w skali świata akrobacji filmowych w Venice.
Do 1925, politycy w Venice stali się krnąbrni. Ich drogi, systemy wodne i ściekowe bardzo potrzebowały naprawy oraz rozbudowy, aby nadążyć za wzrastającą liczbą ludności. Kiedy zaproponowano przyłączenie Venice do Los Angeles, zarząd powierników opowiedział się za powstrzymaniem wyborów. Siły tych za i tych przeciw byli niemal wyrównane, ale wielu mieszkańców Los Angeles, którzy przenieśli się do Venice, by zagłosować, zmieniło losy referendum. Venice stało się częścią Los Angeles w listopadzie 1925 roku.
Los Angeles przystąpiło do przemiany Venice na swój własny wizerunek. Uznano, że miasto potrzebuje więcej ulic oraz mniej kanałów i wiele z nich wybrukowano w 1929 po trzyletniej batalii sądowej prowadzonej przez mieszkańców terenów położonych w pobliżu kanałów. Chcieli zamknięcia trzech rozrywkowych mol w Venice, ale musieli poczekać aż umowa dzierżawy pierwszego z nich wygasła w 1946.
W 1929, odkryto ropę na południe od Washington Street, na półwyspie Venice Peninsula. W ciągu dwóch lat, 450 szybów naftowych objęto obszarem wydobywczym i rozpoczęto wydobywanie bezwartościowych zanieczyszczeń pozostałymi drogami wodnymi. Był to krótkotrwały boom, podyktowany potrzebą dochodu społeczności, która ucierpiała podczas Wielkiego Kryzysu. Szyby naftowe produkowały ropę do lat siedemdziesiątych.
Z wyjątkiem nowych stacji policji i straży pożarnej w 1930, miasto wydało niewiele po przyłączeniu się do Los Angeles. Nie wybrukowano części Pacific Avenue do 1954, kiedy to fundusze hrabstwa i stanu stały się osiągalne. Niskie czynsze za wyniszczone domki letniskowe przyciągały głównie europejskich imigrantów (w tym znaczną część przetrwałych z Holocaustu) oraz młodych artystów, poetów i pisarzy.
Venice i sąsiadująca Santa Monica przez dekadę były gospodarzami parku Pacific Ocean Park, rozrywkowego i pełnego frajdy mola, zbudowanego na szczycie starego Lick Pier i Ocean Park Pier przez CBS i klub Los Angeles Turf Club. Zostało ono otwarte w lipcu 1958 roku, w Santa Monica. Zachowało stare kolejki górskie i historyczną karuzelę, ale przekształciło dawne mini-teatry i mniejsze budowle na molo, na atrakcje o tematyce wodnej i przestrzennej zaprojektowane przez hollywoodzkich specjalistów od efektów specjalnych. Odwiedzający mogli podróżować w przestrzeni na kolejce Flight to Mars, zwiedzić Świat w kolejce Around the World in 80 Turns, zejść poniżej morza w Diving Bells albo Neptune's Kingdom, odbyć fantastyczną wyprawę wewnątrz Tales of the Arabian Nights na kolejce Flying Carpet, odwiedzić świat piratów na Davy Jones' Locker, a także odwiedzić tropikalny raj i wulkan, jadąc kolejką na wyspie Mystery Island. Były tam też kolejki pełne emocji, jak Whirlpool, Flying Fish, wyścig samochodowy, przejażdżka gondolą, na safari oraz przestrzeń poświęcona dzieciom nazwana Fun Forest. Pokazy lwa morskiego wykonywano w cyrku morskim Sea Circus.
Od czasu, gdy frekwencja w parku zaczęła maleć, ze względu konkurencji ze strony Disneylandu oraz parków Knott's Berry Farm i Marineland, został on sprzedany po dwóch sezonach i odziedziczony przez nowych właścicieli, którzy powstrzymali park od podupadnięcia. Podczas, gdy Santa Monica przebudowywała okoliczne rejony w celu wybudowania wysokich apartamentowców i nowych mieszkań, dojazd do parku stał się trudny dla stałych klientów i został on zmuszony do ogłoszenia bankructwa w 1967. Park uległ serii podpaleń, poczynając od roku 1970 i został zburzony w 1974. Inną starzejącą się atrakcją lat sześćdziesiątych był park Aragon Ballroom, w którym przez długi czas nagrywano musical telewizyjny The Lawrence Welk Show oraz show Spade'a Colleya, a w późniejszym okresie klub Cheetah Club, w którym występowały kapele rokowe, takie jak The Doors, Blue Cheer i wiele innych. Został on spalony w pożarze z roku 1970. Okolica wokół Pacific Ocean Park w południowej części Santa Monica jest znana jako Dogtown. Jest to błędne przekonanie, że Dogtown znajduje się w Venice. Oryginalny sklep surfingowy i skateboardingowy wciąż można znaleźć na ulicy Main Street w Santa Monica. Venice i Santa Monica były domem dla pionierów skateboardingu, Z-Boys, którzy zostali przedstawieni w filmie dokumentalnym, Dogtown and Z-Boys. Mało znanym faktem jest, że Pacific Ocean Park znajdował się właściwie całkowicie w Santa Monica – zaczynał się na końcu bulwaru Ocean Park Boulevard i ciągnął się do miejsca, w którym Venice spotykało się z Santa Monica.
Producent Roger Corman został właścicielem wytwórni filmowej Concorde/New Horizons Studio, na Main Street, gdzie nakręcono wiele filmów. Wytwórnia została zrównana z ziemią, by wybudować lofty dla Venice Art Lofts i Dogtown Station.